# Indiszkrét topológia
A matematika topológia nevű ágában indiszkrét topológiának (néha triviális vagy antidiszkrét topológiának) nevezzük az olyan topológiát, amelyben csak az üres halmaz és a teljes alaphalmaz nyílt. Az indiszkrét topológiával felruházott teret magát indiszkrét topologikus térnek nevezzük.

## Formális definíció
Legyen {\displaystyle (X,\tau )} egy topologikus tér. Azt mondjuk, hogy {\displaystyle \tau } az {\displaystyle X}-en értelmezett diszkrét topológia, ha {\displaystyle \tau =\{\emptyset ,X\}}.

## Tulajdonságai
- Bármely halmaz topologikus térré tehető a diszkrét topológiával.
- Egy adott halmazon értelmezhető topológiák közül az indiszkrét topológia a legdurvább.